# スーパーカー大改造
『スーパーカー大改造』（スーパーカーだいかいぞう、原題：Supercar Megabuild）は、イギリスのナショナルジオグラフィックチャンネルにて放送されている自動車番組である。英国では2016年2月17日放送開始。スーパーカーをさらに卓越したマシンへと生まれ変わらせる、というのがコンセプトの番組である。

## 概要
- ナショジオやディスカバリーチャンネルの自動車番組の多くでは、一般の車好きのために、クラシックカーや旧車、そして廃棄寸前の自動車をレストアする内容が多いが、この番組は比較的新しい超高級車を、セレブでリッチな顧客のための贅沢で特別な一台にするために、大金を投入して改造することを特徴としている。改造の対象となる車も高級車であり、改造のための予算も高い。

- 例えば、元々500馬力のアストンマーティン・ヴァンテージを水冷スーパーチャージャーを搭載して600馬力以上のGTカー仕様にしたり、日産・GT-Rを最高時速400kmであるブガッティ・ヴェイロンよりも速く走るよう改造したり、アウディ・A8をスコットランドの雪原を走れるラグジュアリーカーにしたりする。

- このような無理難題を、カーン・デザイン(A Kahn Design)社長でカーデザイナーでもあるアフザル・カーンが発案し、ラルフとラーネンの2名のメカニックを雇い、二人は自身の会社であるRalph Hosier Engineering Ltdで車の購入から主要なカスタムを担当する。ラルフらはカーンデザインの下請け業者という扱いである。

- ラルフとラーネンは、カーンの言うことを聞かず自分勝手な改造を行うことが多いが、番組の最後にマシンのお披露目と走行テストを行い、怒っていたカーンも二人の仕事に納得し大団円を迎える、というのが一連の番組の流れになっている。

- シーズン2も番組の趣旨は変わっていないが、出演者が一新され、高級車販売を手がけるアレックス・プリンディヴィルが、腕利きのメカニック、シェーンとダンに改造を依頼する設定となった。

## 出演者

### シーズン1
アフザル・カーン Afzal Kahn
カーデザイナーであり、イギリスのブラッドフォードに本社をかまえるカーン・デザインの社長。番組ではアイデアとデザインを主に担当する。
ラルフ・ホージア Ralph Hosier
カーンから依頼され、実際にカスタムを行うメカニック。改造対象車の購入も担当する。
ラーネン・ルドラ Ranen Rudra
ラルフの相棒で同じくメカニック担当。

### シーズン2
アレックス・プリンディヴィル Alex Prindiville
シェーンとダンに改造を依頼する高級車ディーラーのオーナー。
シェーン・リンチ Shaun Lynch
プロドライバーでありメカニック。実は第1シーズンでは顧客として登場し、ラルフとラーネンにロールス・ロイス・シルバーシャドーのドリフトカー化改造を依頼したことがある。
ダン・バルフォ Dan Baruffo
シェーンをサポートするエンジニア。

## エピソード

### シーズン1
| #  | 日本版タイトル | 英国放送日    |
| -- | --- | ------------- |
| 1  | アストンマーティン・ヴァンテージ | 2016年2月17日 |
| 1  | 高級車のアストンマーティン・ヴァンテージをグランツーリスモ仕様に改造する。 |               |
| 2  | レンジローバー・イヴォーク | 2016年3月2日  |
| 2  | ランドローバー・レンジローバーイヴォークを、あらゆる地形を走破できるモンスターマシン、究極のオフロード車に改造する。                                                                |               |
| 3  | ロールス・ロイス・シルバーシャドー | 2016年2月24日 |
| 3  | ロールス・ロイス・シルバーシャドーをドリフトカーに改造する。シーズン2でメカニックとして登場するシェーン・リンチが依頼主として出演している。                                         |               |
| 4  | ポルシェ・パナメーラ | 2016年3月30日 |
| 4  | ポルシェ・パナメーラSハイブリッドを中国市場を意識した環境に優しく高性能なビジネス仕様車に改造する。                                                                                 |               |
| 5  | ベントレー・ミュルザンヌ | 2016年4月6日  |
| 5  | 高級車のベントレー・ミュルザンヌを、狩猟でも使えるようにハンティングカーへ変身させる依頼を受ける。                                                                                  |               |
| 6  | メルセデス・ベンツ Gクラス ワゴン | 2016年3月16日 |
| 6  | メルセデス・ベンツ Gクラス ワゴンを究極のセキュリティを誇る一台に仕上げ、防弾仕様のドアパネルや防犯フィルム、全方位カメラシステムなどを採用し、亜酸化窒素を用いて出力も向上させる。 |               |
| 7  | ジープ・ラングラー | 2016年3月16日 |
| 7  | カーンはアメリカ進出を狙い、ジープ・ラングラーの改造を依頼する。 |               |
| 8  | シボレー・カマロ | 2016年4月13日 |
| 8  | アメリカン・マッスルカーの代名詞”シボレー・カマロ”を、イギリス市場向けにするため、左ハンドルを右ハンドル、ドアをシザードアにカスタムする。                                          |               |
| 9  | 日産・GT-R | 2016年3月23日 |
| 9  | 日産・GT-Rを改造し、時速400kmを誇るブガッティ・ヴェイロンよりも速い自動車を作る。ただし予算は、ヴェイロンの価格の10分の1で。                                                        |               |
| 10 | アウディ・A8 | 2016年4月20日 |
| 10 | アウディ・A8をスコットランドの雪原を走れるラグジュアリーカーに変身させる。 |               |

### シーズン2
| # | 日本版タイトル | 英国放送日    |
| - | --- | ------------- |
| 1 | アウディ・R8 | 2017年6月22日 |
| 1 | ジムカーナ向けマシンを制作しレースに参戦するため、アウディ・R8をドリフトカーへと改造する。                                                                                       |               |
| 2 | ル・マン マセラティ | 2017年5月17日 |
| 2 | イギリスのスーパーモデルのジョディ・キッドからの依頼で、ルマンで活躍したマセラティ・ティーポ61への敬意から、マセラティ・ギブリを320km出るレースカーへと改造する。                |               |
| 3 | ジャガー・ドラッグスター | 2017年6月29日 |
| 3 | スーパーマリン スピットファイアにインスパイアされ、錆で腐食した70年代のジャガー・XJSをドラッグレースカーに大改造し、現代のコルベットに勝つ。                                     |               |
| 4 | ラグジュアリーなキャリアカー | 2017年7月13日 |
| 4 | フォード・F250を改造して、ランボルギーニ・ウラカンを運ぶための究極のキャリアカーを制作する。                                                                                     |               |
| 5 | マクラーレン・P1 | 2017年7月6日  |
| 5 | バイクの改造に慣れていない二人が、ドゥカティ・1299をマクラーレン・P1と互角に対抗できる公道仕様のスーパーバイクに改造する。                                                       |               |
| 6 | ポルシェ・914 | 2017年6月8日  |
| 6 | 1970年製のポルシェ・914を雪道ラリー仕様に改造する。 |               |
| 7 | デロリアン リブート | 2017年6月1日  |
| 7 | 映画『バック・トゥ・ザ・フューチャー』のタイムマシンとしても有名なデロリアン・DMC-12をフルモデルチェンジして再生産するためのプロトタイプとして現代風にアレンジしてリメイクする。 |               |
| 8 | ベントレー・コンチネンタルGT | 2017年6月15日 |
| 8 | ラグジュアリーカーの典型とも言えるベントレー・コンチネンタルGTを、どんな地形も走破できる究極のオフロード車に改造する。                                                           |               |